# Mussaenda emeiensis
Mussaenda emeiensis är en måreväxtart som beskrevs av Zheng Yin Zhu och S.J.Zhu. Mussaenda emeiensis ingår i släktet Mussaenda och familjen måreväxter. Inga underarter finns listade i Catalogue of Life.